# Careproctus phasma
Careproctus phasma és una espècie de peix pertanyent a la família dels lipàrids.

## Hàbitat
És un peix marí, de clima polar i demersal que viu entre 37 i 508 m de fondària.

## Distribució geogràfica
Es troba al mar d'Okhotsk, l'illa d'Amchitka (illes Aleutianes) i l'est del mar de Bering.

## Observacions
És inofensiu per als humans.